# Čakany
Čakany (maďarsky Pozsonycsákány) jsou obec na Slovensku v okrese Dunajská Streda. V roce 2004 měla 574 obyvatel. První písemná zmínka o obci pochází z roku 1254.